# Верхние Челны
Верхние Челны (тат. Yuğarı Çallı, Югары Чаллы) — село в Нижнекамском районе Татарстана. Входит в Краснокадкинское сельское поселение.

## География
Расположено на реке Челнинка, в 35 км к югу от города Нижнекамска.

## История
Известно с 1724 года. До 1860-х годов жители относились к категории государственных крестьян. Занимались земледелием, разведением скота, пчеловодством, подённой работой в помещичьих имениях. По сведениям 1870 года, в селе имелись мечеть, мектеб, водяная мельница. В 1880-х годах земельный надел сельской общины составлял 3236,7 десятины.
По сведениям переписи 1897 года, в деревне Верхние Челны Мензелинского уезда Уфимской губернии жили 943 человека (477 мужчин и 466 женщин), из них 706 мусульман, 237 православных.
До 1920 года село входило в Токмакскую волость Мензелинского уезда Уфимской губернии. С 1920 года в составе Мензелинского, с 1922 — Челнинского кантонов ТАССР. С 10.08.1930 в Шереметьевском, с 01.02.1963 в Челнинском, с 12.01.1965 в Нижнекамском районах.

## Население
| 1859 | 1870 | 1897 | 1920 | 1926 | 1938 | 1949 | 1958 | 1970 | 1979 | 1989 | 2000 |
| ---- | ---- | ---- | ---- | ---- | ---- | ---- | ---- | ---- | ---- | ---- | ---- |
| 638  | 793  | 943  | 1289 | 926  | 834  | 942  | 915  | 1099 | 1036 | 677  | 711  |

Национальный состав села — татары.

## Экономика
Полеводство, скотоводство. 

## Инфраструктура
Средняя школа, дом культуры, библиотека.

## Религия
Мечеть.